# Michele Barozzi
 (août 2020).
Si vous disposez d'ouvrages ou d'articles de référence ou si vous connaissez des sites web de qualité traitant du thème abordé ici, merci de compléter l'article en donnant les références utiles à sa vérifiabilité et en les liant à la section « Notes et références ».
Pour les articles homonymes, voir Barozzi.
Francesco Giovanni Baldassarre Michele Barozzi, né à Milan le 6 mai 1795 et mort en 1867, est un fonctionnaire italien. 

## Biographie
En 1811, il fut accepté comme « élève » au Bureau de la comptabilité de la préfecture d'Olona, où il poursuivra sa carrière pendant plus de vingt ans.
En 1834, il fut temporairement chargé de la gestion des Maisons Pieuses d'Industrie et d'Hospitalisation à Milan, afin de remédier aux « graves défauts et abus » constatés par la Délégation provinciale dans la direction précédente de Pedroli. L'extraordinaire efficacité et la perspicacité de la réforme entreprise par lui au cours de ces deux années, qui fut aussi personnellement satisfaite par le gouverneur Franz von Hartig, fut récompensée par sa nomination permanente à la direction des Pieuses Maisons de l'Industrie, décrétée par le vice-roi le 26 juillet 1836.
En 1836, Michele Barozzi participe à ce qui deviendra la grande aventure de sa vie. En fait, en mai de cette année-là, le délégué provincial Torriceni l'a appelé à participer à la commission des chefs des associations caritatives de la ville, chargée d'étudier l'introduction à Milan d'un institut d'éducation pour les aveugles pauvres. A cette occasion, Michele Barozzi a présenté un projet opérationnel long et clair qui a été approuvé par la commission.
En raison de la rareté des moyens financiers disponibles, l'institution a été ouverte au sein de la structure des Pieuses Maisons de l'Industrie. Cependant, le projet n'a pu être mis en œuvre que trois ans plus tard, en raison de la survenue d'une épidémie de choléra. Le 13 juillet 1840, l'Institut des aveugles de Milan est activé au sein de la Pia Casa d'industria de San Vincenzo, avec l’accueil des deux premiers jeunes invités : Giuseppe Fabbrica et Antonietta Banfi.
Michele Barozzi s'est immédiatement mesuré au défi typhlopédagogique : la recherche des moyens et techniques les plus efficaces pour éduquer les aveugles. En 1841, il entreprit un long voyage afin de visiter les principaux instituts européens, dont l'institut des aveugles de Munich et celui de Vienne, fondé en 1804 par Johann Wilhelm Klein. Ici, la prodigieuse préparation « à tout ce qui est le plus difficile dans la connaissance humaine » montrée par les jeunes étudiants du Viennese Blindeninstitut a convaincu Michele Barozzi que « même les aveugles peuvent faire tout ce qui est nécessaire dans la famille des hommes ».
C'est ainsi que déjà en 1842, à la suite d'exemples d'outre-Alpes, il essaya d'introduire le nouveau procédé du braille à Milan pour l'écriture et la lecture de textes et de musique.
Déjà éprouvée par une mauvaise santé, Michele Barozzi meurt du choléra le 24 août 1867.